# Якелер
Якелер или Якелен — небольшое озеро на Чукотском полуострове. Находится на территории Провиденского района Чукотского автономного округа России.
Расположено на побережье Анадырского залива, от которого отделено узкой песчаной косой, близ устья реки Нунямоваам. Местность вокруг озера заболочена.
Название в переводе с чукот. Ыӄыльын — «студёное».